# (200184) 1999 RY8
(200184) 1999 RY8 es un asteroide perteneciente al cinturón exterior de asteroides, descubierto el 4 de septiembre de 1999 por el equipo del Spacewatch desde el Observatorio Nacional de Kitt Peak, Arizona, Estados Unidos.

## Designación y nombre
Designado provisionalmente como 1999 RY8.

## Características orbitales
1999 RY8 está situado a una distancia media del Sol de 3,221 ua, pudiendo alejarse hasta 3,806 ua y acercarse hasta 2,636 ua. Su excentricidad es 0,181 y la inclinación orbital 11,58 grados. Emplea 2111,92 días en completar una órbita alrededor del Sol.

## Características físicas
La magnitud absoluta de 1999 RY8 es 15.